# Batrisodes spinifer
Batrisodes spinifer är en skalbaggsart som först beskrevs av Brendel 1887.  Batrisodes spinifer ingår i släktet Batrisodes och familjen kortvingar. Inga underarter finns listade i Catalogue of Life.